# Saschen
Der Saschen, Sazhen oder Saschehn (russisch сажень, transliteriert sažen) ist ein altes russisches Längenmaß. Er wurde 1116 als „dreifache Elle“ erwähnt und mindestens ab 1493 als großer Saschen bezeichnet. Andere Bezeichnungen sind russischer Klafter oder Faden.
Nach einer Verordnung vom 3. Januar 1843 hatte ein Saschen ab 1. Januar 1845 die Länge von 3 Arschin oder 2,13356 Meter.
Andere Untereinheiten waren:
- 1 Saschen = 3 Arschin = 7 Fuß = 48 Werschok = 84 Zoll = 1008 Linien

Im Gebrauch für Flächen und Volumina galten diese Maße:
- 1 Quadratsaschen = 4,55 Quadratmeter
- 1 Kubiksaschen = 9,71241 Kubikmeter

## Besonderheiten
Der Abstand der Handspitzen der waagerecht ausgestreckten Arme zueinander wird als »geschwungener Saschen« oder Machovaja Saschen (russisch Маховая Сажень) bezeichnet und betrug etwa 1,76 Meter.
Eine Besonderheit war auch der „Schiefe Saschen“ (russisch Косая Сажень). Das Maß ist der Abstand zwischen der Fingerspitze eines nach oben gestreckten Arms und der gegenüberliegenden leicht nach außen gestellten Fußsohle und betrug etwa 2,48 Meter.